# Miyu Matsuki
Mieko Matsuki (マツキミエコ Matsuki Mieko?), más conocida como Miyu Matsuki (松来 未祐 Matsuki Miyu?, 14 de septiembre de 1977 - 27 de octubre de 2015) fue una seiyū japonesa afiliada a 81 Produce. Vivía en la prefectura de Hiroshima, Japón. Sus roles programados y en curso fueron asumidos por Yui Horie, Kana Asumi, Yumi Kakazu, Reina Ueda y Noriko Shitaya.

## Biografía
En 1998 hizo su debut como seiyū de videojuegos, en la saga Migakura Shōjo Tanteidan de PlayStation. En 2002 debutó como seiyu de anime en Shichinin no Nana y en julio del mismo año ingresó a la empresa 81 Produce.
En 2013 fue premiada en la 7.ª edición de los Seiyū Awards en la categoría de Mejor interpretación musical junto con Kana Asumi y Yuka Ōtsubo por la canción Ushirokara Haiyoritai G, apertura del anime Haiyore! Nyaruko-san.
El 14 de julio de 2015 anunció su alejamiento de manera temporal como actriz de voz debido a una hospitalización por neumonía. Sin embargo; dicha enfermedad se complicó, pues padecía de un Cáncer linfático adquirido por una activa infección crónica al Virus de Epstein-Barr que derivó en su fallecimiento el 27 de octubre de 2015.
Cabe mencionar que la actriz apenas había sido correctamente diagnosticada el verano de 2015 y llevaba el tratamiento correspondiente; pero ya era tarde, pues la enfermedad tiende a ser fatal en casos no diagnosticados tempranamente. En el caso de Miyu, ésta fue descubierta después de un año. 
En la celebración su cumpleaños número 38, ya se le notaba signos de que la enfermedad minaba su salud. Se realizó un reportaje acerca de la infección activa-crónica del virus Epstein-Barr de la actriz en el programa de noticias japonés de TBS.

## Roles interpretados
- ARIA The NATURAL, Ayano (ep 4)
- Binchō-tan, Pukashuu
- Claymore, Flora
- D.C. ~Da Capo~, Yoriko Sagisawa
- D.C.S.S. ~Da Capo Second Season~, Misaki Sagisawa
- Divergence Eve), Kotoko-01
- Dragon Drive, Sue
- Fafner, Shouko Hazama
- Fate/kaleid liner Prisma Illya, Magical Sapphire
- Final Approach, Akane Mizuhara
- Fullmetal Alchemist, Sister (ep 16)
- Futari wa Pretty Cure Splash Star, Choppy
- Glass Mask, Asako Hayagawa (ep 22)
- Haibane Renmei, Haibane of Abandoned Factory
- Haiyore! Nyaruko-san, Kuuko
- Hanbun no Tsuki ga Noboru Sora, Sayoko Natsume (ep 5,6)
- Hand Maid Mai, Mie
- Hayate no Gotoku!, Isumi Saginomiya
- Hit wo Nerae!, Natsumi Yagami
- Kagihime Monogatari - Eikyuu Alice Rondo, Kisa Misaki
- Kakyuusei, una estudiante (ep 9); una amiga de Mahoko (ep 5)
- Love Love?, Natsumi Yagami
- Magical Girl Lyrical Nanoha, Shinobu Tsukimura
- Magical Girl Lyrical Nanoha A's, Lieze Lotte
- MÄR, Shaton
- Memories Off 2nd, Kana Maikata
- Mezzo, Asami Igarashi
- Mirmo!, Estrato
- Misaki Chronicles, Kotoko-02
- MoonPhase, Kaoru Mido
- Nakoruru, Mikato
- Otome wa Boku ni Koishiteru, Shion Jyuujyou
- Pani Poni Dash!, Media
- Rune Soldier, Anna
- Ryusei Sentai Musumet, Nako Seijou
- SD Gundam Force, Lilijimarna Miya Do Lacroa
- Seven of Seven, Hitomi Onodera
- Shimoneta to Iu Gainen ga Sonzai Shinai Taikutsu na Sekai, Anna Nishikinomiya
- Simoun, Anguras (ep 8,17,18)
- Soukou no Strain, Jesse Iges
- Strawberry Panic!, Hikari Konohana
- Tactics, Miyabi Suzakuin (ep 10,11)
- Tales of Zestiria, Lailah
- The Cosmopolitan Prayers, Koto Hoshino / Mikorayer
- The Third, Fairy (ep 13,14,16)
- Tokimeki Memorial ~Only Love~, Koayu Utsumi
- True Love Story, Shinosaka Yuko
- W~Wish, Tomo Kishida
- Yami to Boushi to Hon no Tabibito, Milka

## Reemplazos
- Noriko Shitaya ha tomado el rol de Lailah para la serie Tales of Zestiria the X.[6]
- Yumi Kakazu ha tomado el rol de Magical Sapphire para la serie Fate/kaleid liner Prisma Illya 3rei!.[7]